# 哈蒂塔帕德哈山
16°37′47″S 70°10′32″W / 16.62972°S 70.17556°W
哈蒂塔帕德哈山（Jat'ita Patxa），是秘魯的山峰，位於該國南部莫克瓜大區，由涅托元帥省的卡魯馬斯區負責管轄，屬於安地斯山脈的一部分，海拔高度5,310米。